# Sånger för söndagsskolan
Sånger för söndagsskolan är titeln på två olika publikationer med söndagsskolsånger. Den ena är två häften som gavs ut av Metodistkyrkan 1869 och 1870. Svenska Missionskyrkan (SMF) gav knappt 30 år senare ut en samling med samma titel.

## Utgåvor
- Sånger för söndagsskolan 1869 utgiven av Metodistkyrkan
- Sånger för söndagsskolan 1870 utgiven av Metodistkyrkan
- Sånger för söndagsskolan 1896 utgiven av SMF